# Bodyrox
Bodyrox est un groupe anglais de musiciens et compositeurs electro house, composé de Jon Pearn et de Nick Bridges. Pearn est également un membre du groupe Full Intention. 

## Biographie
Le premier single de Bodyrox Yeah Yeah a été sorti initialement sous le nom Rock ya body en 2005. En octobre 2006, il a été réenregistré avec la voix de Luciana ce qui lui a permis d'être joué plusieurs fois dans les clubs, à la radio ou à la télévision. Nic Fanciulli et Paul Woolford l'ont décrit comme étant le meilleur titre de Miami puisqu'il a atteint la deuxième place du UK Top 40 et dans les classements musicaux néerlandais et finlandais. Ce succès vient du remix de D. Ramirez qui apporte une touche de synthétiseur dans ce titre. Il a même eu sa place dans le single officiel après la version radio. Cette version a également été utilisée durant une compétition de breakdance dans le film Kickin' It Old Skool de Jamie Kennedy (2007).
Le single qui suit Yeah Yeah est What Planet You On ?. Dans le clip, on y voit apparaitre Luciana dans l'espace. Ce titre a été diffusé lors d'une publicité pour Ford.

## Discographie

### Albums
- 2007 - Generationext Mixed by Bodyrox
- 2009 - TBA

### Singles
- 2005 - Jump
- 2006 - Yeah Yeah (feat. Luciana)
- 2007 - What Planet You On ? (feat. Luciana)
- 2009 - Brave New World (feat. Luciana & Nick Clow)
- 2009 - Shut Your Mouth (feat. Luciana)
- 2010 - We Dance On (feat. N Dubz)